# Lycodapus mandibularis
Lycodapus mandibularis är en fiskart som beskrevs av Gilbert, 1915. Lycodapus mandibularis ingår i släktet Lycodapus och familjen tånglakefiskar. Inga underarter finns listade i Catalogue of Life.